# Club Libertad

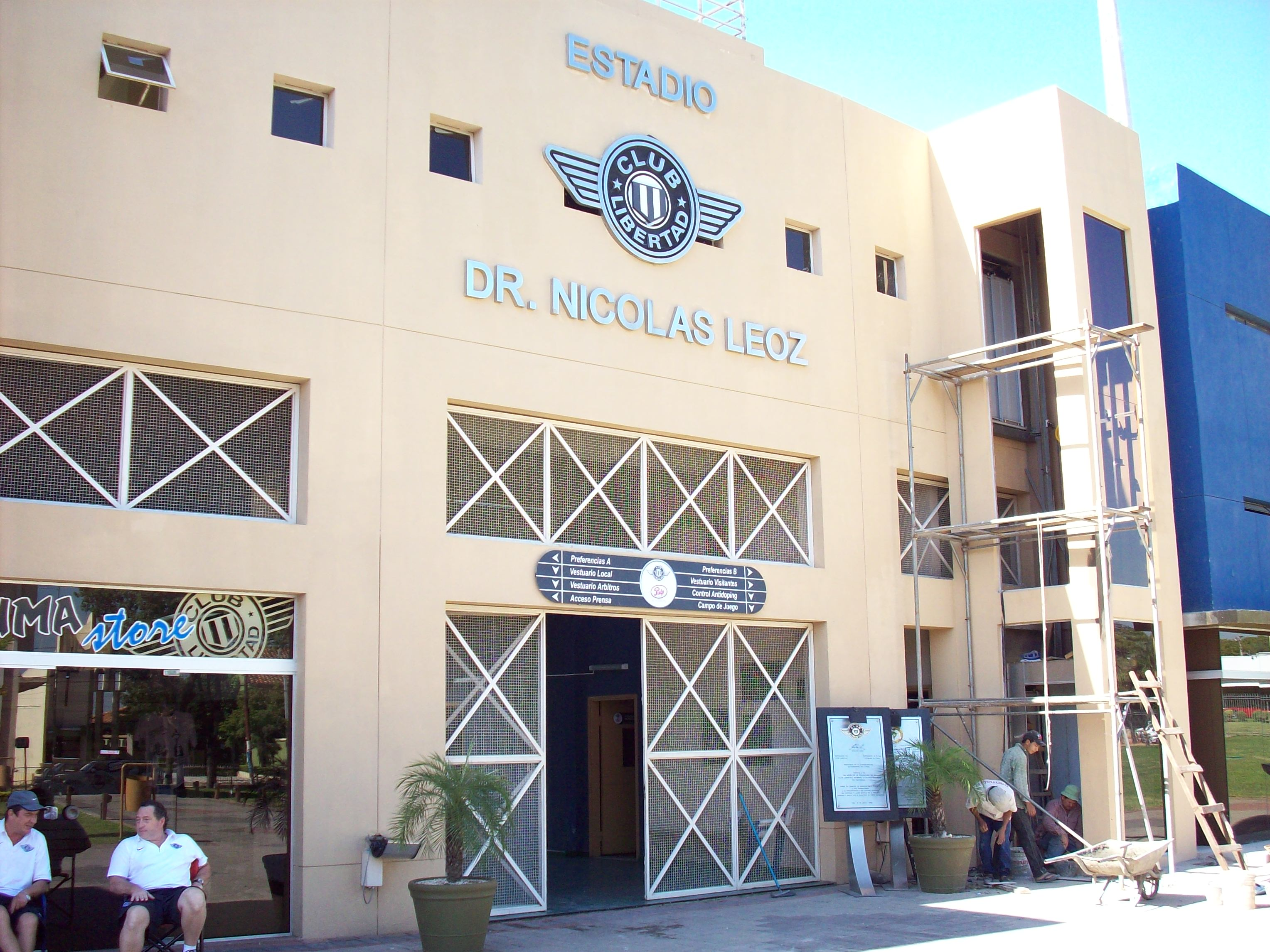
Estadio Dr. Nicolás Léoz

Club Libertad je paraguayský fotbalový klub sídlící ve městě Asunción. Byl založen v roce 1905 a své domácí zápasy hraje na stadionu Estadio Dr. Nicolás Léoz s kapacitou 10 000 míst. Klubové barvy jsou bílá a černá.

## Úspěchy
- 19× vítěz paraguayské 1. ligy (1910, 1917, 1920, 1930, 1943, 1945, 1955, 1976, 2002, 2003, 2006, 2007, 2008 Apertura, 2008 Clausura, 2010 Clausura, 2012 Clausura, 2014 Apertura, 2014 Clausura, 2016 Apertura)[3]
- 1× vítěz paraguayské 2. ligy (2000)[4]